# Praomys verschureni
Praomys verschureni är en däggdjursart som beskrevs av Verheyen och Van der Straeten 1977. Praomys verschureni ingår i släktet Praomys och familjen råttdjur. Inga underarter finns listade i Catalogue of Life.
Arten är ett medelstort råttdjur som kännetecknas av en lång svans. Den långa och mjuka pälsen har på ovansidan en mörkgrå färg med bruna nyanser. Fram mot sidorna blir pälsen mer brunaktig och undersidan är åter grå. På de avrundade bruna öronen förekommer glest fördelade hår. De långa bakfötterna är utrustade med korta klor. Den mörka svansen ser nästan naken ut men den bär några korta vita borstar. Honor har två spenar på bröstet och fyra vid ljumsken. Vuxna exemplar är 109 till 135 mm långa (huvud och bål), har en 123 till 162 mm lång svans och väger 40 till 65 g. Bakfötternas längd är cirka 30 mm och öronen är ungefär 20 mm stora.
Arten lever i norra Kongo-Kinshasa. Den vistas i låglandet och i bergstrakter upp till 1800 meter över havet. Habitatet utgörs av tropiska regnskogar. I magsäcken hittades rester av leddjur och av växtdelar som rötter och nötter. Parningsberedda exemplar registrerades mellan september och april. Honor var dräktiga med upp till tre ungar.